# Aeroporto de Salgueiro
O Aeroporto de Salgueiro (IATA: ***, ICAO: SNSG) é um aeroporto localizado na cidade de Salgueiro, no estado de Pernambuco. Situado a 469 quilômetros da capital Recife.
Atende praticamente a demanda privada da região do Sertão. Sua importância se deve ao comércio varejista da região.

## Reforma
É um dos 9 aeroportos que está incluído no PDAR - Plano de Desenvolvimento da Aviação Regional, que receberá investimentos do Governo Federal, que, só para o estado de Pernambuco, será em torno dos 220 milhões de reais. A previsão era que a obra tivesse início no segundo semestre de 2014, e teria o prazo de 1 ano par ser concluída, entrando em funcionamento logo em seguida (até o final de 2015).
De acordo com a Secretaria de Aviação Civil, em um documento atualizado no início de junho de 2015, este aeroporto encontra-se na segunda fase da primeira etapa (de cinco), que é a parte de Estudos Complementares. Até o final de Junho de 2017, nada aconteceu, ou seja, não houve avanços.